# Tout au bout de nos peines
Singles par Johnny Hallyday
Je n'ai jamais pleuré
(2003) Ma religion dans son regard
(2005)
Tout au bout de nos peines est une chanson interprétée en duo par Isabelle Boulay et Johnny Hallyday, extraite de l'album d'Isabelle Boulay de 2004 Tout un jour.
À la fin de 2004 la chanson est sortie en single et a atteint la 3e place des ventes en France.

## Développement et composition
La chanson a été écrite par Didier Golemanas et Daniel Seff. L'enregistrement a été produit par Pierre Jaconelli.

## Liste des pistes
Single CD (2001, Sidéral / V2 5030528)
1. Tout au bout de nos peines (3:32)
2. Isabelle Boulay — J'irai jusqu'au bout (4:18)[1]

## Classements
| Classement (2004—2005)                  | Meilleure position |
| --------------------------------------- | ------------------ |
| Belgique (Wallonie Ultratop 50 Singles) | 7                  |
| France (SNEP)                           | 3                  |
| Suisse (Schweizer Hitparade)            | 23                 |